# Helen Wills Moody
Helen Wills Moody (Centerville, 6 ottobre 1905 – Carmel-by-the-Sea, 1º gennaio 1998) è stata una tennista, pittrice e scrittrice statunitense.

## Biografia
Laureatasi all'Università di Berkeley in Belle Arti, nel 1927, dipinse per tutta la vita, tenendo mostre dei suoi dipinti e incisioni nelle gallerie di New York. Nacque come Helen Newington Wills, ma sposò Frederick Moody nel dicembre 1929, prendendo il cognome con il quale è più nota. Divorziò da Moody nel 1937 e si risposò con Aidan Roark nell'ottobre 1939.
È stata una delle più grandi giocatrici di tennis di tutti i tempi, dominatrice della scena negli anni venti e trenta. Nel corso della sua carriera vinse infatti 31 tornei importanti (nel singolo, doppio e doppio misto), tra cui sette singoli allo U.S. Open (1923-25, 1927-29, e 1931), otto a Wimbledon (1927-30, 1932-33, 1935, e 1938), e quattro Open di Francia (1928-30 e 1932). Vinse inoltre due medaglie d'oro olimpiche ai giochi di Parigi 1924 (singolo e doppio), fu l'ultima edizione in cui il tennis fu sport olimpico prima del 1988.
Hellen Wills Moody fu campionessa statunitense juniores nel 1921-22. Vinse il suo primo titolo nazionale all'età di 17 anni (1923), diventando la più giovane campionessa dell'epoca. Vinse le finali dei suoi primi 16 titoli principali senza concedere un set alle avversarie. Tra il 1919 e il 1938 totalizzò un record di 398 vittorie contro 35 sconfitte, compresa una striscia vincente di 158 incontri (1927-32), durante la quale non perse un singolo set. Fu una componente della squadra statunitense della Coppa Wightman dal 1923 al 1925, dal 1927 al 1932, e nel 1938.
La sua espressività rigida le fece guadagnare il soprannome di "Little Miss Poker Face" ("Signorina faccia da poker"). Aiutò le tenniste a liberarsi di gonne alla caviglia e corpetti; indossava solitamente una veste alla marinara bianca, con gonna a pieghe lunga fino al ginocchio, scarpe bianche e una visiera bianca. Venne nominata sportiva dell'anno dall'Associated Press nel 1935, e venne introdotta nella International Tennis Hall of Fame nel 1969. Scrisse un manuale, Tennis (1928), un'autobiografia, Fifteen-Thirty: The Story of a Tennis Player (1937), e un thriller, Death Serves an Ace (1939, con Robert Murphy).